# Q-waarde (taalkunde)
De Q-waarde van een bepaalde taal is een eenheid om de communicatieve meerwaarde te bepalen die de beheersing en het gebruik van die taal binnen een meertalige gemeenschap opleveren. 
De Q-waarde wordt berekend door binnen de betreffende taalgemeenschap het percentage sprekers van de betreffende taal (de "prevalentie") te vermenigvuldigen met het percentage meertaligen dat competent is in deze taal en een of meer andere talen (de "centraliteit"). Deze laatste factor bepaalt dus de mate waarin de betreffende taal rechtstreeks in contact staat met de andere talen die binnen dezelfde taalgemeenschap gebruikt worden. Tevens is dit een maatstaf voor de mogelijkheden die de betreffende taal biedt tot indirecte communicatie, al dan niet via de bemiddeling van tolken en vertalers. 
Hoe hoger de Q-waarde van een taal, des te aantrekkelijker zal het zijn voor de sprekers van de betreffende gemeenschap om die taal aan te leren en te gebruiken. Sprekers zullen immers altijd geneigd zijn om de taal die hun de meeste communicatieve voordelen oplevert, ofwel de taal waarvan de Q-waarde het grootst is, te kiezen als hun omgangstaal. Daarmee is de Q-waarde dus een maatstaf om de algehele positie van een taal als zodanig binnen een bepaalde gemeenschap te bepalen.
Wanneer taal A binnen een bepaalde gemeenschap meer moedertaalsprekers heeft ten opzichte van taal B binnen diezelfde gemeenschap, betekent dit niet noodzakelijkerwijs dat ook de Q-waarde van taal A het hoogst is. Het kan namelijk best zo zijn dat heel veel moedertaalsprekers van taal A tevens taal B beheersen, bijvoorbeeld omdat ze die van bovenaf opgelegd hebben gekregen of omdat taal B hun in het dagelijks leven meer mogelijkheden biedt dan taal A. Hierdoor kan de centraliteit van taal B dus (veel) groter zijn dan die van taal A, en daarmee ook de Q-waarde van taal B. Op deze manier is bijvoorbeeld in veel voormalige Europese koloniën de Q-waarde van de (meestal Indo-Europese) taal van de voormalige kolonisator hoger dan die van de traditionele talen van de inheemse bevolking, zelfs al heeft deze laatste groep talen de meeste moedertaalsprekers.